# Ralph Palka
Ralph Palka (Stoccarda, 12 febbraio 1963) è un attore e doppiatore tedesco che vive e lavora in Italia.

## Biografia
Nato in Germania, si è poi trasferito in Italia, dove vive e lavora. Ha recitato in numerose serie televisive, dividendosi anche fra cinema e teatro. Ha inoltre doppiato in italiano personaggi tedeschi, sia interpretati da attori in carne e ossa che animati, e ha diretto il doppiaggio tedesco del film Io, Don Giovanni, in cui ha anche prestato la voce, nell'edizione internazionale, all'imperatore Giuseppe II interpretato da Roberto Accornero. Nella serie Elisa di Rivombrosa, Palka è stato a sua volta doppiato in italiano da Francesco Prando.

### Vita privata
Dal 2006 è compagno della regista Cinzia TH Torrini.

## Filmografia

### Cinema
- Il cielo cade, regia di Andrea Frazzi (2000)
- Hollow, regia di Luigi Cecinelli (2001)
- Il mestiere delle armi, regia di Ermanno Olmi (2001)
- In love and War, regia di John Kent Harrison (2001)
- Sotto il sole della Toscana, regia di Audrey Wells (2003)
- Incidenti, regia di Miloje Popovic e Alòs Ramòn Sanchez (2005)
- Il mio miglior nemico, regia di Carlo Verdone (2006)
- Hotel Meina, regia di Carlo Lizzani (2007)
- Miracolo a Sant'Anna, regia di Spike Lee (2008)
- L'imbroglio nel lenzuolo, regia di Alfonso Arau (2009)
- Visions, regia di Luigi Cecinelli (2009)
- Manuale d'amore 3, regia di Giovanni Veronesi (2011)
- 100 metri dal paradiso, regia di Raffaele Verzillo (2012)
- Sapore di te, regia di Carlo Vanzina (2014)
- Il giorno più bello, regia di Vito Palmieri (2016)
- Non si ruba a casa dei ladri, regia di Carlo Vanzina (2016)
- Il destino degli uomini, regia di Leonardo Tiberi (2018)
- Aquile randagie, regia di Gianni Aureli (2019)
- Cetto c'è, senzadubbiamente, regia di Giulio Manfredonia (2019)
- Hard Night Falling, regia di Giorgio Bruno (2019)
- L'ultima volta che siamo stati bambini, regia di Claudio Bisio (2024)

### Televisione
- Ombre, regia di Cinzia TH Torrini (1999)
- Piccolo mondo antico, regia di Cinzia TH Torrini (2000)
- Don Matteo, regia di Andrea Barzini (2000)
- Elisa di Rivombrosa, regia di Cinzia TH Torrini (2003)
- Don Gnocchi - L'angelo dei bimbi, regia di Cinzia TH Torrini (2004)
- Elisa di Rivombrosa - Parte seconda, regia di Cinzia TH Torrini e Stefano Alleva (2005)
- Cefalonia, regia di Riccardo Milani (2005)
- Il capitano, regia di Vittorio Sindoni (2005)
- La buona battaglia - Don Pietro Pappagallo, regia di Gianfranco Albano (2006)
- Rex, regia di Marco Serafini (2008)
- Il bene e il male, regia di Giorgio Serafini (2009)
- Donna detective 2, regia di Fabrizio Costa (2010)
- Terra ribelle, regia di Cinzia TH Torrini (2010)
- La Certosa di Parma, regia di Cinzia TH Torrini (2012)
- Don Matteo 9 episodio La seconda moglie (2014)
- Mare fuori, regia di Carmine Elia - serie TV, episodio 1x01 (2020)
- Fino all'ultimo battito, regia di Cinzia TH Torrini – serie TV (2021)
- Un passo dal cielo – serie TV, seconda stagione
- Diavoli (Devils) – serie TV, episodi 2x02-2x07 (2022)
- La lunga notte - La caduta del Duce, regia di Giacomo Campiotti – serie TV, episodi 3-5 (2024)
- Il paradiso delle signore – soap opera (2024)
- Le indagini di Lolita Lobosco, regia di Renato De Maria - serie TV, episodio 3x01 (2024)
- Sei nell'anima, regia di Cinzia TH Torrini – film TV (2024)
- Brennero, regia di Davide Marengo - serie TV, episodi 1x03-1x04 (2024)

## Doppiaggio

### Cinema
- Thomas Kretschmann in Captain America - The Winter Soldier, Avengers: Age of Ultron
- Til Schweiger in Atomica bionda,[3] Il ministero della guerra sporca[4]
- Roberto Accornero in Io, Don Giovanni (versione internazionale)[1]
- Udo Kier in Don't Worry
- Marcus Bluhm in Race - Il colore della vittoria
- Danny Wolohan in Rumore bianco[5]
- Mads Mikkelsen in Indiana Jones e il quadrante del destino[6]
- Wolf Kahler in Fuga in Normandia[7]
- Franz Xaver-Zach in Il tuo Natale o il mio 2[8]

### Film d'animazione
- Oaken in Frozen - Il regno di ghiaccio, Frozen Fever,[9] Frozen - Le avventure di Olaf,[10] Frozen II - Il segreto di Arendelle
- Professor Flux in Minions
- Fritz in Cattivissimo me 3

### Serie televisive
- Darcey Johnson in C'era una volta[11]

### Serie animate
- Otto Scaarbach in Trollhunters - I racconti di Arcadia